# 狮子头标志

新加坡的狮子头标志

新加坡狮子头标志一个是作为较容易识别的国家标志。无论个人、团体或公司都能采用狮子头标志作为与国家认同的标志。

## 意涵
狮子头象征勇气、力量和优秀，以及面临挑战而临危不乱。红色的狮子头配合白色背景与新加坡国旗上的颜色一致。狮头鬃毛分成五段，代表了国家的五大理想：民主、和平、进步、公正、平等，也与新加坡国旗上的五颗五角星同样涵义。狮子坚毅的性格象征着国家一心一意接受挑战和排除万难。

## 由来
根据马来文献《马来纪年》（Sejarah Melayu）的记载，13世纪时，来自巨港（Palembang）的王子因遇到船难而漂流到一个岛上。在岛上，王子看到一只相信是狮子的动物，因此把此岛命名为“新加坡拉”（Singapura，梵文意为狮城），这便是新加坡地名的由来。
1986年，法律上明文规定禁止国旗和国徽作为非政府及商业用途。由于新加坡亦称为狮城，狮子头标志在同年被采纳作为替代的国家标志使用。
自1987年7月1日发行的邮票起，狮子头标志都出现在新加坡邮票上。

## 使用
它的设计不允许修改，以及不允许叠加文字或图形。虽然新加坡公司可以使用狮头符号，表明这家公司来自于新加坡，但不得将其视为对公司产品的官方认可。